# Tomoaki Ōgami
Tomoaki Ōgami (大神 友明, Ōgami Tomoaki), né le 7 juin 1970 à Hiroshima, est un footballeur japonais des années 1990 et 2000. Il évolua comme gardien de but.

## Palmarès
- J. League Best Eleven
  - Récompensé en 1997
- Championnat du Japon de football
  - Champion en 1997 et en 1999
  - Vice-champion en 1998 et en 2001
- Supercoupe du Japon de football
  - Vainqueur en 2000
  - Finaliste en 1998
- Coupe de la Ligue japonaise de football
  - Vainqueur en 1998
  - Finaliste en 1994, en 1997 et en 2001
- Ligue des champions de l'AFC
  - Vainqueur en 1999
  - Finaliste en 2000 et en 2001
- Super Coupe d'Asie
  - Vainqueur en 1999